# Caserta
 Ikke at forveksle med Caserta (provins).
Caserta er en by beliggende lidt nord for Napoli i regionen Campania i Italien. Caserta har ca. 75.000 indbyggere (2012) og er provinshovedstad.
Caserta var før Italiens samling en betydelig by i det daværende kongeriget Napoli. Kong Carlo III besluttede i 1752 at opføre et stort kongeslot i Caserta med det franske slot Versailles som forbillede. 
Slottet kaldes også Reggia di Caserta. Det blev tegnet af arkitekten Vanvitelli og byggeriet blev først afsluttet i 1847. Slottet er af imponerende dimensioner. Det har 1200 værelser og 1790 vinduer, og det dækker et areal på 247 meter gange 184 meter og er 38 meter højt. En marmortrappe med 116 trin fører op til de kongelige gemakker. Til slottet hører også en meget stor park, der dækker et areal på 120 ha.
Kongeslottet i Caserta blev sammen med Vanvitellis Akvædukt og San Leucio-komplekset optaget på UNESCOs verdensarvsliste i 1997.